# Лакатишка Рила
Лакатишка Рила (или Доспейска планина, Белчинска планина) е най-северният и най-нисък дял в ниската част на Северозападна Рила. Името му произлиза от най-голямата извираща от него река Лакатица (ляв приток на Черни Искър). Названието Доспейска планина идва от името на с.Доспей, разположено по северното ѝ подножие. Белчинска планина произлиза от името на с. Белчин, което реално, въпреки че е много близо, е на запад от Клисурската седловина, като по този начин попада в подножието на съседната планина Верила. Лакатишка Рила се простира на територията на Софийска област и Област Кюстендил.
Разположен е в северната част на Рила, като на север и северозапад склоновете му се спускат съответно към Самоковската и Дупнишката котоловина, а чрез Клисурската седловина (1025 м) се свързва с разположената на север планина Верила. На юг и югоизток долината на река Черни Искър, а на югозапад долината на река Джерман (ляв приток на Струма) го отделят от алпийската част на Северозападна Рила, с която се свързва чрез висока седловина (1650 м), разположена между най-горните течения на двете реки, недалеч от хижа „Вада“.
За разлика от другите дялове той няма алпийски и субалпийски релеф и ледникови езера. Склоновете му са с малък наклон и са слабо разчленени. Река Лакавица (ляв приток на Черни Искър), течаща от северозапад на югоизток го разделя на две части – северна и южна. Най-високата му точка е връх Зекирица 1733,8 m, разположен в южната част. Други по-високи върхове са: Белчаница 1654 m, Сухарево 1636 m, Ръжана 1581 m, Викалата 1555 m, Цвичила 1517 m, Каркъмо 1498 m, Бели камък 1447 m, Капаклия 1423 m, Цар Шишман 1418 m, Марко 1411 m, Елова могила 1262 m, Радомирица 1229 m, Хайдушка могила 1224 m, Борска могила 1157 m.
Планината е изградена от метаморфни скали (гнайси, шисти, амфиболити) и старотерциерни седименти с въглищни наслоявания. По северната периферия има ясно изразени разседи, по които планината се е издигнала над съседните котловини.
Климатът е умерено-континентален с планинско влияние. Почвите са предимно кафяви горски. По-голямата част е покрита с гори – иглолистни, смесени и широколистни, на базата на които се развива дърводобива, а по билото му има хубави пасища, които благоприятстват развитието на животновъдството.
Единственият маркиран туристически път е Е4, свързващ Витоша, Верила, Рила, Пирин и Славянка. Лакатишка Рила е предложена като част от НАТУРА 2000 в зона Рила буфер, но е отхвърлена. В източната ѝ част се намира защитената местност „Букова Усойка“. В нея са запазени многовековни букови гори.
По периферията на планинския дял са разположени 6 села: Сапарево (на северозапад), Клисура (на север), Доспей (на североизток), Говедарци, Маджаре и Мала църква (на югоизток).
По северното му подножие, на протежение от 17,1 км преминава участък от второкласен път № 62 от Държавната пътна мрежа Кюстендил – Дупница – Самоков.

## Топографска карта
- Лист от карта K-34-71. Мащаб: 1 : 100 000.